# Уэствилл (Флорида)
Уэствилл (англ. Westville) — муниципалитет, расположенный в округе Холмс (штат Флорида, США) с населением в 221 человек по статистическим данным переписи 2000 года. Некоторое время город исполнял функции административного центра округа.

## География
По данным Бюро переписи населения США муниципалитет Уэствилл имеет общую площадь в 19,42 квадратных километров, из которых 18,91 кв. километров занимает земля и 0,52 кв. километров — вода. Площадь водных ресурсов округа составляет 2,68 % от всей его площади.
Муниципалитет Уэствилл расположен на высоте 21 м над уровнем моря.

## Демография
По данным переписи населения 2000 года в Уэствиллe проживало 221 человек, 64 семьи, насчитывалось 94 домашних хозяйств и 107 жилых домов. Средняя плотность населения составляла около 11,38 человек на один квадратный километр. Расовый состав населённого пункта распределился следующим образом: 98,64 % белых, 0,45 % — азиатов, 0,90 % — представителей смешанных рас, Испаноговорящие составили 2,26 % от всех жителей.
Из 94 домашних хозяйств в 30,9 % воспитывали детей в возрасте до 18 лет, 50,0 % представляли собой совместно проживающие супружеские пары, в 13,8 % семей женщины проживали без мужей, 31,9 % не имели семей. 29,8 % от общего числа семей на момент переписи жили самостоятельно, при этом 14,9 % составили одинокие пожилые люди в возрасте 65 лет и старше. Средний размер домашнего хозяйства составил 2,35 человек, а средний размер семьи — 2,91 человек.
Население муниципалитета по возрастному диапазону по данным переписи 2000 года распределилось следующим образом: 24,0 % — жители младше 18 лет, 10,4 % — между 18 и 24 годами, 27,1 % — от 25 до 44 лет, 23,5 % — от 45 до 64 лет и 14,9 % — в возрасте 65 лет и старше. Средний возраст жителей составил 35 лет. На каждые 100 женщин в Уэствиллe приходилось 82,6 мужчин, при этом на каждые сто женщин 18 лет и старше приходилось 78,7 мужчин также старше 18 лет.
Средний доход на одно домашнее хозяйство составил 27 000 долларов США, а средний доход на одну семью — 34 375 долларов. При этом мужчины имели средний доход в 25 625 долларов США в год против 20 500 долларов среднегодового дохода у женщин. Доход на душу населения составил 27 000 долларов в год. 9,2 % от всего числа семей в населённом пункте и 13,9 % от всей численности населения находилось на момент переписи населения за чертой бедности, при этом 9,5 % из них были моложе 18 лет и 22,2 % — в возрасте 65 лет и старше.